# Ervedosa do Douro
Ervedosa do Douro es una freguesia portuguesa del concelho de São João da Pesqueira, con 39,71 km² de superficie y 1.424 habitantes (2001). Su densidad de población es de 35,9 hab/km².